# Patrick Cothias
Pour les articles homonymes, voir Cothias.
Patrick Cothias est un scénariste français de bande dessinée d'aventures né le 31 décembre 1948 à Paris. Pilier de la collection « Vécu » des éditions Glénat du début des années 1980 à 2004, il y a créé de très nombreuses bandes dessinées historiques.
Cothias est en particulier connu pour y avoir publié le cycle des Sept Vies de l'Épervier auquel ont entre autres collaboré André Juillard (Masquerouge, Les Sept Vies de l'Épervier, Plume au vent), Jean-Paul Dethorey (Cœur brûlé), Brice Goepfert (Le Fou du roy), Marc-Renier (Le Masque de fer) et David Prudhomme (Ninon Secrète).
Cothias a également écrit des séries d'aventures historiques pour Philippe Adamov (Le Vent des Dieux, Les Eaux de Mortelune), Michel Rouge (Les Héros cavaliers) et créé quelques séries se déroulant dans l'époque contemporaine, comme le thriller Le Lièvre de Mars avec Antonio Parras.
Depuis le milieu des années 2000, il travaille principalement pour les Éditions Bamboo, hormis pour sa reprise des Sept Vies de l'Épervier dont Dargaud a publié un volume en 2014.

## Biographie

### Formation
Patrick Cothias étudie en première année de philosophie à la faculté de Nanterre en 1968. En 1969, il se fait réformer du service militaire et interrompt ses études pour se consacrer pendant deux ans à faire le tour du monde en auto-stop. Il traverse la Laponie en solitaire, visite une prison au Danemark, dessine à Copenhague. Après ces apprentissages non conventionnels se termine la première phase de sa formation.

### Carrière
De retour en France il réalise 120 planches de bande dessinée pour Éric Losfeld qui n'auront pas le temps d'être publiées.
En 1971, il rédige des articles pour Actuel.
Il publie, en 1975, ses premiers travaux de bandes dessinées dans les revues du groupe Fleurus (Gazoline pour Pierre Guilmard) ainsi qu’aux Éditions Vaillant, où il devient le porte-plume de Jean Richard : ce dernier était censé raconter, en son nom propre, de courtes histoires animalières. 
En 1975, toujours dans Pif Gadget, Cothias écrit la série Sandberg Père et Fils avec Alfonso Font. Il scénarise aussi un grand nombre d’épisodes de Sylvio le grillon pour Philippe Luguy. Il pige au Journal de Mickey pour raconter quelques aventures des neveux de Donald et de l’Oncle Picsou.
Cothias se lie d’amitié avec les jeunes Régis Loisel, Serge Le Tendre, Max Cabanes, Michel Rouge, Fabien Lacaf entre autres.
Il fait une courte intrusion dans Pilote avec Régis Loisel, désormais son grand ami, et dans Métal Hurlant en solo. Toujours avec Loisel, il cosigne les scénarios de Norbert le Lézard, pour les éditions Kesselring.
Il obtient le Grand prix Nicolas Goujon du meilleur dessinateur en 1973.
En 1980, il crée Masquerouge pour Juillard, qu’il vient enfin de rencontrer ; cette série sera reprise par Marco Venanzi au dessin. Après une collaboration avec Okapi (Snark Saga puis Trafic pour Philippe Sternis – Alfred jeunesse du Festival d’Angoulême 86 –, Force 9 pour Billon, avec la participation de Jean-Claude Forest), il publie chez Dargaud Orn cœur de chien pour Olivier Taffin.
En 1981, il entre aux éditions Glénat où il multiplie les séries, notamment Les 7 Vies de l'Épervier pour Juillard, Le Vent des Dieux et Les Eaux de Mortelune pour Philippe Adamov.
Pour Gillon, en 1986 toujours chez Glénat, il adapte Au nom de tous les miens de Martin Gray et crée Le Signe du taureau pour Marcelé. Suivent la même année Alise et les Argonautes pour Font et Les Héros cavaliers pour Rouge. En 1988, assisté du crayon de Norma, il réinvente la jeunesse de Marie-Antoinette dans Les Souvenirs de la pendule.
Les années 1990 voient se poursuivre son association avec Juillard, qui continue Les 7 Vies de l’Épervier. Cothias inaugure la décennie chez Glénat en écrivant Marie-Tempête pour Wachs, Le Masque de fer pour Marc-Renier et Cœur Brûlé pour Dethorey (qui sera repris plus tard par Michel Méral). Pour le même éditeur, il crée Ninon secrète avec Prudhomme et Thanata avec Hé en 1992, puis entame Le Lièvre de Mars avec Parras en 1993. En 1994 paraissent Les Chiens du bord du monde (avec Wachs) et L’Empereur du dernier jour (avec Boubé).
1995 marque l'entrée du scénariste chez Dargaud. Il entraîne dans son sillage Juillard, son dessinateur fétiche. Sous le titre générique de Plume aux Vents., ils donnent un prolongement à leurs 7 Vies de l’Épervier, dont le cycle se développe par ailleurs avec Le Fou du Roy (dessiné par Brice Goepfert chez Glénat).
Parallèlement, Cothias entreprend Beaux Rivages avec Juszezak. En 1996, avec son compère Wachs, il fait sensation en publiant le premier tome d'une série provocatrice : Le Saumon. En 1998, il explore La Mémoire des ogres avec Marivain et revisite la vie de Josué de Nazareth avec de La Fuente, tout en retraçant l'épopée de Cinjis Qan pour Griffo (Glénat)…
Cothias a obtenu l’Alph-Art du meilleur scénario pour Le Lièvre de Mars (série dessinée par Antonio Parras) au Festival international d'Angoulême en 1995. 
En 2000, il signe avec Yvon Le Corre et Régis Loisel, ses compagnons de voyage, le roman graphique Mali-Mélo, carnet d’un voyage au Mali.
À partir des années 2000, il se fait plus discret dans le domaine du scénario de bande dessinée, sans pour autant renier ses goûts d'écriture.
Ainsi, dès 2006 chez le jeune éditeur Bamboo, il entreprend de publier Le Sceau de l’ange avec André Le Bras. En réalité, depuis le début du troisième millénaire Patrick Cothias s’est engagé résolument dans l’écriture à quatre mains de quelques gros romans, en collaboration avec Patrice Ordas. Ces titres voient le jour dans les rayons des libraires, à commencer par Mortelune (2 volumes simultanés), aux Éditions Anne Carrière, en novembre 2009.

## Œuvres

### Unitaires
- 2000 ans d’histoire du Calvados, I.D. Program et Crédit agricole, 1981
Scénario : Patrick Cothias - Dessin et couleurs : André Juillard
- Trafic, BD Okapi, 1985
Scénario : Patrick Cothias - Dessin : Philippe Sternis - Couleurs : Anna Aliberch
- Force 9, Bayard, 1986
Scénario : Patrick Cothias - Dessin : Daniel Billon - Couleurs : Danie Dubos
- Les Chiens du bord du monde, Glénat collection « Grafica », 1994
Scénario : Patrick Cothias - Dessin et couleurs : Pierre Wachs
- Mali mélo - carnet d’un voyage au Mali, Glénat, 2000
Scénario : Patrick Cothias - Dessin et couleurs : Régis Loisel et Yvon Le Corre
- Norbert le lézard [6],[7], Granit, 2000
Scénario : Patrick Cothias - Dessin et couleurs : Régis Loisel

## Distinctions
- 1985 : Alfred jeunesse pour Trafic (avec Philippe Sternis)
- 1995 : Alph-Art de la meilleure histoire au Festival d'Angoulême pour Le Lièvre de Mars tome 2